# Stazione di Pianoro
La stazione di Pianoro è una stazione ferroviaria posta lungo la linea Bologna–Firenze, a servizio del centro abitato di Pianoro, nella città metropolitana di Bologna.
È gestita da Rete Ferroviaria Italiana (RFI).

## Movimento
La stazione è servita dai treni regionali della linea S1 del servizio ferroviario metropolitano di Bologna, in servizio sulle relazioni Porretta Terme/Marzabotto-Bologna Centrale-Pianoro e Bologna Centrale-Prato, con una frequenza complessiva di un treno ogni 15 minuti in ora di punta.
I treni sono svolti da Trenitalia Tper nell'ambito del contratto di servizio stipulato con la Regione Emilia-Romagna.
Al 2007, la stazione risultava frequentata da un traffico giornaliero medio di circa 200 persone.
A novembre 2019, la stazione risultava frequentata da un traffico giornaliero medio di circa 546 persone (285 saliti + 261 discesi).

## Servizi
La stazione è classificata da RFI nella categoria bronze.

## Interscambi
- Fermata autobus (Pianoro Stazione, linea 96)